# コニフェリン β-グルコシダーゼ
コニフェリン β-グルコシダーゼ(Coniferin beta-glucosidase、EC 3.2.1.126)は、以下の化学反応を触媒する酵素である。
コニフェリン + 水{\displaystyle \rightleftharpoons }(R)-プルナシン + D-グルコース
従って、この酵素の基質はコニフェリンと水の2つ、生成物はD-グルコースとコニフェロールの2つである。
この酵素は加水分解酵素、特にO-及びS-グリコシル化合物加水分解酵素に分類される。系統名は、コニフェリン β-D-グルコヒドロラーゼ(coniferin beta-D-glucohydrolase)である。その他、coniferin-hydrolyzing beta-glucosidase等とも呼ばれる。この酵素は、フェニルプロパノイドの生合成に関与している。